# Isla Santa Cruz (California)
La Isla Santa Cruz es la isla de mayor tamaño en manos privadas en los Estados Unidos. La isla, situada frente a la costa de California en el condado de Santa Bárbara, mide 35 km de largo y entre 3 y 10 km de ancho. Es una de las islas septentrionales de las islas de Santa Bárbara, y la mayor de ellas, con 245,42 km² de superficie.

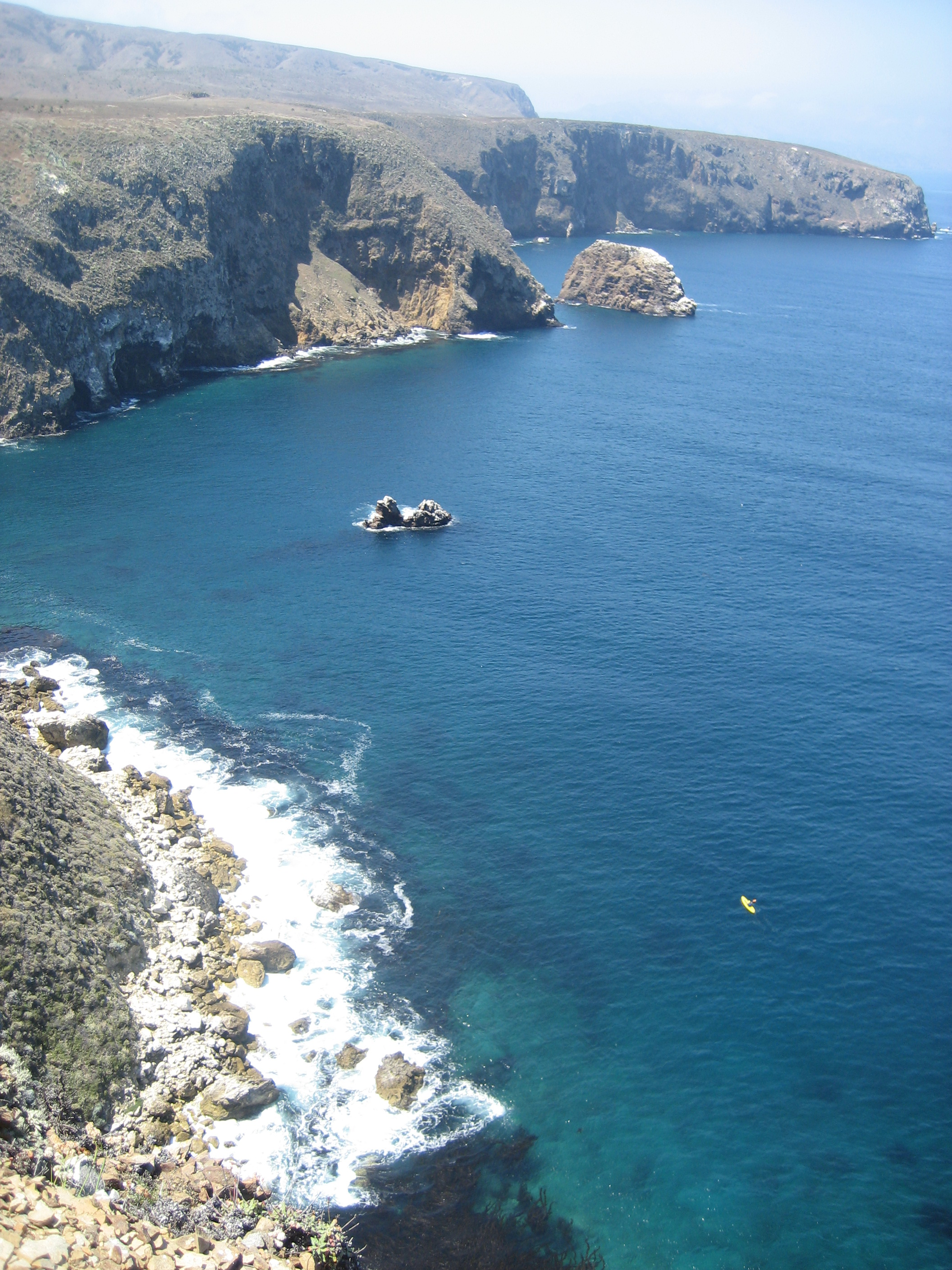
La costa norte de la isla de Santa Cruz en agosto.

La isla de Santa Cruz alberga algunas especies endémicas de animales y plantas, incluido el zorro de la isla de Santa Cruz (Urocyon littoralis santacruzae) una subespecie del zorro de la isla y el águila calva.